# Möwebucht
Möwebucht (offiziell englisch Möwe Bay; afrikaans Möwebaai) ist eine Meeresbucht an der Südatlantikküste im Nordwesten von Namibia, rund 70 Kilometer nördlich von Terrace Bay und 10 Kilometer nördlich der Mündung des Hoanib, der inoffiziellen Grenze zwischen dem Damaraland und Kaokoveld.
Es ist administrativer Hauptsitz des Skelettküste-Nationalpark.

## Geschichte

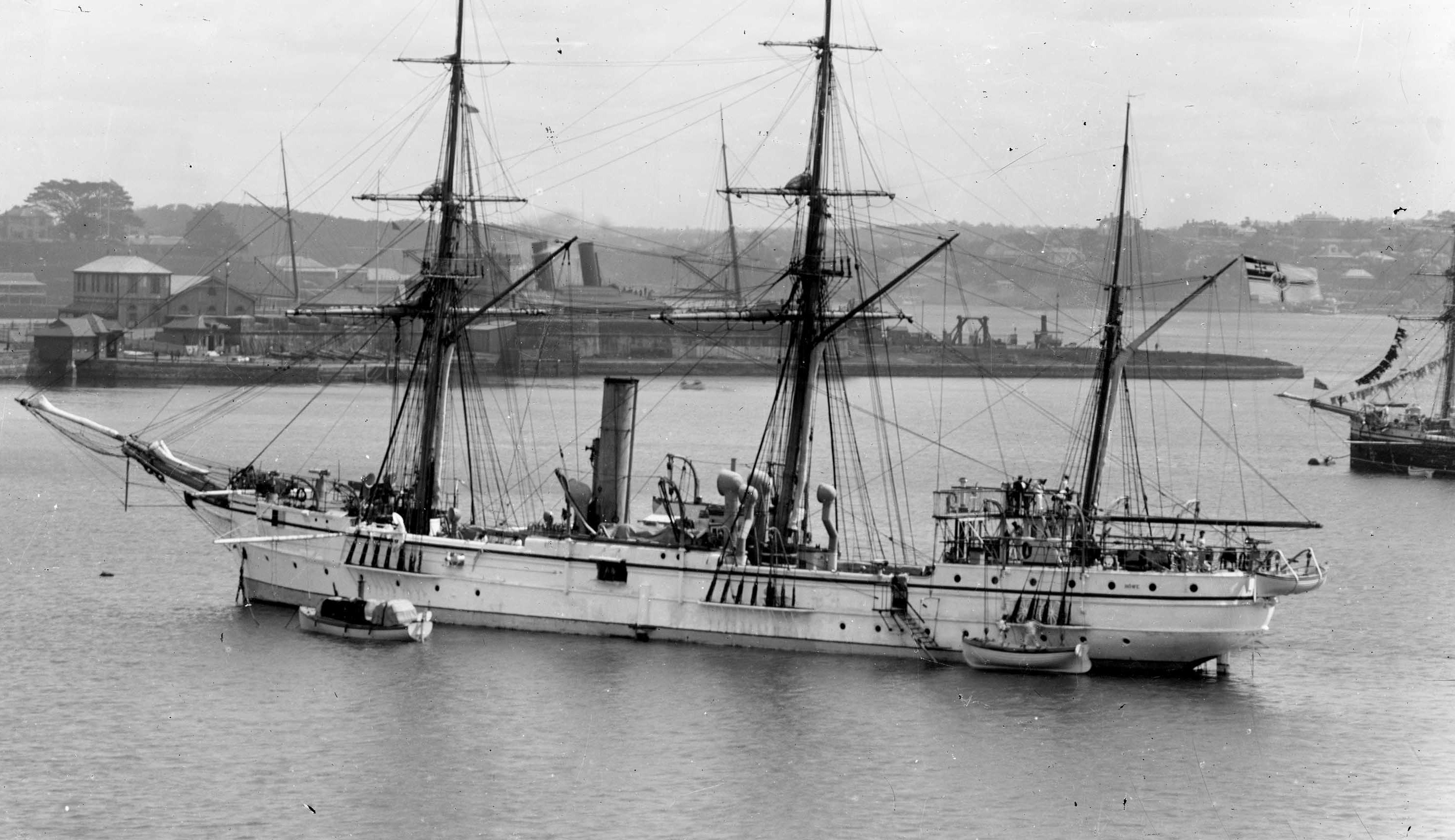
SMS Möwe, Namensgeber der Bucht

Die Bucht wurde nach dem Schiff Möwe benannt, das als erstes 1884 hier Südafrikanische Seebären aufspürte. Wiederum wurde ein Patrouillenboot der namibischen Marine nach der Bucht benannt.
Seit mindestens den 1970er Jahren gibt es Pläne Möwebucht als einen Fischereihafen auszubauen, mit dem nahe gelegenen Kreuzkap als Hafen für Stückgut. In diesem Zusammenhang wurde auch eine Eisenbahnlinie zum Kreuzkap evaluiert.
2018 eröffnete 45 Kilometer nördlich der Möwebucht mit der Shipwreck Lodge eine luxuriöse Unterkunft für Touristen.